# 自然学小論集
『自然学小論集』（しぜんがくしょうろんしゅう、: Μικρὰ φυσικά、羅: Parva Naturalia）とは、古代ギリシャの哲学者アリストテレス名義の、人間にまつわる自然哲学小論文7篇を、まとめたもの。

## 構成
以下の7つの小論群から成る。
- 『感覚と感覚されるものについて』（希: Περὶ αἰσθήσεως καὶ αἰσθητῶν、羅: De sensu et sensibilibus、英: On Sense and Sensibilia）
- 『記憶と想起について』（希: Περί μνήμης και αναμνήσεως、羅: De memoria et reminiscentia、英: On Memory and Reminiscence）
- 『睡眠と覚醒について』（希: Περὶ ύπνου και εγρηγόρσεως、羅: De somno et vigilia、英: On Sleep and Sleeplessness）
- 『夢について』（希: Περὶ ἐνυπνίων、羅: De insomniis、英: On Dreams）
- 『夢占いについて』（希: Περὶ τῆς καθ᾽ ὕπνον μαντικῆς、羅: De divinatione per somnum、英: On Divination in Sleep）
- 『長命と短命について』（希: Περὶ μακροβιότητος καὶ βραχυβιότητος、羅: De longitudine et brevitate vitae、英: On Length and Shortness of Life）
- 『青年と老年について、生と死について、呼吸について』（希: Περὶ νεότητος καὶ γήρως, καὶ ζωῆς καὶ θανάτου, καὶ ἀναπνοῆς、羅: De Juventute et Senectute, De Vita et Morte, De Respiratione、英: On Youth, Old Age, Life and Death, and Respiration）

## 日本語訳
- 『アリストテレス全集 6』 山本光雄、副島民雄訳、岩波書店
- 『新版 アリストテレス全集7』 岩波書店、2014年